# Festival de la Cançó de Turkvisió
El Festival de la Cançó de Turkvisió (en turc Türkvizyon Şarkı Yarışmesı) és un concurs televisiu de caràcter anual en el qual participen països i regions dels pobles turquesos o amb minories turqueses, amb similars característiques al Festival de la Cançó d'Eurovisió. El format va ser creat en 2009 per la cadena de televisió pública turca TRT amb la finalitat de promocionar la cultura túrquica. Després d'una aturada en 2012, el festival va ser rellançat en 2013 després de suspendre la seva participació Turquia al citat concurs europeu per discrepàncies amb el sistema de votació i els privilegis del Big 5. L'última vegada que el certamen va ser celebrat va ser el 19 de desembre de 2015.

## Participants

### Albània
Albània va fer el seu debut al II Festival de la Cançó de Turkvisió el 2014 a Kazan, Tatarstan.
Albània va participar en dues edicions celebrades fins avui, i encara no ha guanyant el concurs. A més només va participar en la final a l'edició de 2015, amb la participació de Xhoi Bejko (coneguda sota el nom artístic de Xhoi) i Visar Rexhepi amb la cançó "Hava ve Ates" (en català: Aire i foc) que van donar 154 punts al país.
En la primera edició en què van participar, es va enviar una cançó bilingüe (albanès i turc) mentre que en la següent edició només va ser en turc.
| Any  | Seu      | Artista                      | Cançó          | Lloc              | Punts               |
| ---- | -------- | ---------------------------- | -------------- | ----------------- | ------------------- |
| 2016 | Istanbul | Eneda Tarifa                 |                |                   | Festival cancel·lat |
| 2015 | Istanbul | Xhoana Bejko i Visar Rexhepi | "Adı hasret"   | 8/21              | 154                 |
| 2014 | Kazan    | Xhoana Bejko                 | "Hava ve Ates" | 19/25 (Semifinal) | 154                 |

### Bòsnia i Hercegovina
Bòsnia i Hercegovina ha participat en el Festival de la Cançó de Turkvisió dues vegades des que van fer el seu debut
a l'any 2013. L'emissora bosniana, Hayat TV, ha estat l'organitzadora de l'entrada de Bòsnia des la seva entrada al concurs. A l'any 2013, l'entrada de Bòsnia, amb la cançó Ters Bosanka, es va classificar per a la gran final, on van acabar en sisè lloc amb una puntuació de 187 punts.
| No hi hauria participat en 2016 |           |                                  |                |                   |     |
| 2015                            | Istanbul  | Adis Škaljo                      | "Pa šta"       | 8/21              | 154 |
| 2014                            | Kazan     | Mensur Salkić                    | "Šutim"        | 8/21              | 154 |
| 2013                            | Eskişehir | Emir & Frozen Camels feat. Mirza | "Ters Bosanka" | 19/25 (Semifinal) | 154 |

### Alemanya
Alemanya és un dels nous països participants a la segona edició de Turkvisió, al II Festival de la Cançó de Turkvisió. L'emissora alemanya, Türkshow Televisionu va ser l'organitzadora de l'entrada del país al concurs.
El 10 de setembre de 2014 es va confirmar que Alemanya debutaria oficialment al Concurs de cançons del 2014, que tindrà lloc a Kazan, Tatarstan.
El 16 d'octubre de 2014, es va revelar que Fahrettin Güneş havia estat seleccionat internament per representar Alemanya a Kazan, el 7 de novembre de 2014 es va anunciar que cantaria "Sevdiğim" amb un grup, Nart-Cologne-Dance, que és un grup de dansa amb seu a NART a Colònia, Alemanya, que se li unirien a l'escenari.
A Kazan, la banda no va assistir a cap assaig a causa d'un retard en la recepció del visat rus.
El 4 de gener de 2015, el cap de delegació alemany va confirmar que Alemanya participaria al concurs 2015.
| Any  | Seu      | Artista                              | Cançó           | Lloc              | Punts               |
| ---- | -------- | ------------------------------------ | --------------- | ----------------- | ------------------- |
| 2016 | Istanbul | Seyran                               |                 |                   | Festival cancel·lat |
| 2015 | Istanbul | Derya Kaptan                         | "Sessiz Çiğlik" | 11/21             | 153                 |
| 2014 | Kazan    | Fahrettin Güneş i Nart-Cologne-Dance | "Sevdiğim"      | 21/25 (Semifinal) | 149                 |

### Azerbaidjan
L'Azerbaidjan va ser un dels 24 països i regions de parla turca que va debutar al I Festival de la Cançó de Turkvisió a l'any 2013 a Eskisehir, Turquia amb Farid Hasanov, un cantant àzeri que va donar la victòria al país amb la cançó "Yaşa" (en català: Llarga vida) i amb 210 punts.
L'Azerbaidjan ha participat en les tres edicions fins avui, i volia participar en la quarta edició del any 2016.
| Any  | Seu       | Artista         | Cançó                 | Lloc | Punts               |
| ---- | --------- | --------------- | --------------------- | ---- | ------------------- |
| 2016 | Istanbul  | Sevinc Beyaz    |                       |      | Festival cancel·lat |
| 2015 | Istanbul  | Mehman Tağıyev  | "İstanbul"            | 7/21 | 155                 |
| 2014 | Kazan     | Elvin Ordubadli | "Divlərin yalnızlığı" | 9/15 | 177                 |
| 2013 | Eskişehir | Farid Hasanov   | "Yaşa"                | 1/12 | 210                 |

### Belarús
Belarús va ser un dels 24 països i territoris que van fer la seva primera aparició en la primera edició del concurs, del I Festival de la Cançó de Turkvisió. Es desconeix la televisió que va organitzar l'entrada de Belarús al concurs.
| 2019 | Istanbul            | Svetlana Agarval    | "Meni Anla"         |                     | Festival cancel·lat |                     |                     |                     |
| 2018 | Festival cancel·lat | Festival cancel·lat | Festival cancel·lat | Festival cancel·lat | Festival cancel·lat | Festival cancel·lat | Festival cancel·lat | Festival cancel·lat |
| 2017 | Festival cancel·lat | Festival cancel·lat | Festival cancel·lat | Festival cancel·lat | Festival cancel·lat | Festival cancel·lat | Festival cancel·lat | Festival cancel·lat |
| 2016 | Istanbul            | Svetlana Agarval    |                     |                     | Festival cancel·lat |                     |                     |                     |
| 2015 | Istanbul            | Aleksandra Kazimova | "Azadliq"           | 20/21               | 126                 |                     |                     |                     |
| 2014 | Kazan               | No hi va participar | No hi va participar | No hi va participar | No hi va participar | No hi va participar | No hi va participar |                     |
| 2013 | Eskişehir           | Gunesh Abbasova     | "Son Hatiralar"     | 2/12                | 205                 |                     |                     |                     |

### Kazakhstan
El Kazakhstan va ser un dels 24 països i regions de parla turca que va fer el seu debut al I Festival de la Cançó de Turkvisió el 2013 en Eskişehir, Turquia amb Rin'go, un grup kazakh que li va donar la novena posició amb 185 punts.
El Kazakhstan va participar en les tres edicions celebrades fins avui, on va guanyar la segona edició amb la Zhanar Dugalova, la ex membre de KeshYou (КешYOU), un grup kazakh que es va crear a l'any 2004.
| Any  | Seu       | Artista         | Cançó                             | Lloc | Punts               |
| ---- | --------- | --------------- | --------------------------------- | ---- | ------------------- |
| 2016 | Istanbul  |                 |                                   |      | Festival cancel·lat |
| 2015 | Istanbul  | Orda            | "Olaı emes" (Олай емес)           | 2/21 | 185                 |
| 2014 | Kazan     | Zhanar Dugalova | "Izin kórem" (Ізін көрем)         | 1/15 | 198                 |
| 2013 | Eskişehir | Rin'go          | "Birlikpen alǵa" (Бірлікпен алға) | 9/12 | 178                 |

Al febrer de 2017, dos mesos després que se suposava que s'emetria el concurs de 2016, es va anunciar que es va cancel·lar, i el Kazakhstan es va anunciar com el país amfitrió de la qual seria l'esperada quarta edició del festival al Velòdrom Saryarka, Astana. A més que seguint les dues primeres edicions que es van celebrar a les ciutats triades com les capitals culturals i artístiques per la TÜRKSOY (Eskişehir i Kazan), això sí, la ciutat escollida per l'organització va ser Turquestan en comptes de la capital. L'edició d'l'any 2017 també es va cancel·lar com les següents (2018 i 2019).